# Diego Manuel Chamorro Bolaños
Diego Manuel Chamorro Bolaños (ur. 9 sierpnia 1861 w Granadzie, zm. 12 października 1923 w Managui) – nikaraguański polityk konserwatywny, prezydent Nikaragui od 1921 do śmierci. Swój wybór zawdzięczał wpływom politycznym stryja - Emiliano Chamorro Vargasa.